# Sombacour
Sombacour é uma comuna francesa na região administrativa de Borgonha-Franco-Condado, no departamento de Doubs. Estende-se por uma área de 19,3 km². Em 2010 a comuna tinha 638 habitantes (densidade: 33,1 hab./km²).